# Innere Stadt
Innere Stadt es el primer distrito de Viena y el centro de la capital de Austria.
También es el casco antiguo que hasta la expansión de las fronteras urbanas en 1850 fue congruente con el término municipal. Tradicionalmente se dividió en cuatro partes (Viertel), denominadas por las puertas de la ciudad antigua:

- Stubenviertel (Noreste)
- Kärntner Viertel (Sureste)
- Widmerviertel (Suroeste)
- Schottenviertel (Noroeste)

Se ubica limitado por los distritos Leopoldstadt, Landstraße, Wieden, Mariahilf, Neubau, Josefstadt y Mariahilf.

## Política
Elecciones del presidente del primer distrito: 1991-2005
| Año  | SPÖ   | ÖVP   | FPÖ   | Verdes | LIF   | Otros |
| 1991 | 23,59 | 46,36 | 15,93 | 12,01  | n.c   | 2,11  |
| 1996 | 18,90 | 38,21 | 19,65 | 11,35  | 11,27 | 0,62  |
| 2001 | 25,64 | 33,11 | 17,68 | 17,34  | 4,41  | 1,82  |
| 2005 | 29,84 | 43,32 | 6,08  | 18,30  | 0,73  | 1,73  |